# 卡罗尔·韦赖什
卡罗尔·韦赖什（羅馬尼亞語：Carol Vereș，1926年4月12日—2017年2月20日），罗马尼亚男子赛艇运动员。他曾代表罗马尼亚参加世界赛艇锦标赛，获得一枚银牌。他也曾参加1964年夏季奥林匹克运动会。